# Коламбијана (Охајо)
Коламбијана (енгл. Columbiana) град је у америчкој савезној држави Охајо.

## Демографија
По попису из 2010. године број становника је 6.384, што је 749 (13,3%) становника више него 2000. године.
| Група             | 2000.         | 2010.         |
| Белци             | 5.556 (98,6%) | 6.200 (97,1%) |
| Афроамериканци    | 6 (0,1%)      | 38 (0,6%)     |
| Азијати           | 10 (0,2%)     | 30 (0,5%)     |
| Хиспаноамериканци | 18 (0,3%)     | 67 (1,0%)     |
| Укупно            | 5.635         | 6.384         |